# ابل السقی، قریه
ابل السقی (به عربی: إبل السقي) یک منطقهٔ مسکونی در لبنان است که در شهرستان مرجعیون واقع شده‌است.
 ابل السقی   ۷۶۰ متر بالاتر از سطح دریا واقع شده‌است.